# Khun Narin
Khun Narin Phin Sing (ขุนนริทร์ศิลป์พิณประยุกต์, K̄hun nri thr̒ ṣ̄ilp̒ phiṇ prayukt̒) és un conjunt instrumental tailandés, també coneguts pel títol de llur primer disc a occident, Khun Narin Electric Phin Band: de fet, Khun Narin és el nom del seu representant, també conegut com a «Rin».
Els Khun Narin toquen música laosiana a l'estil d'Isaan barrejada amb rock occidental amb un so que ells anomenen phin prayuk: el phin és l'instrument soliste, un cordòfon de dos o tres cordes que el tocador, de nom Beer, fa sonar electrificat amb pastilles Fender i pedal d'efectes Boss (Phaser, Distortion i Digital Delay); la resta de músics —entre els quals un baixiste—, de nombre, composició i edats variables, l'acompanyen en jam sessions a l'aire lliure, connectats a un equip de so compost per uns altaveus coronats per unes sirenes.

## Trajectòria
L'any 2013, el productor californià Josh Marcy els descobrí en un article del web Dangerous Minds intitulat «psicodèlia flipant de Tailàndia» i, després de vore més vídeos en YouTube —entre els quals un on fan una versió de "Zombie" de The Cranberries—, s'adreçà al segell alternatiu Innovative Leisure, els quals s'interessaren a publicar un disc del conjunt si Marcy aconseguia conéixer-los: ho aconseguí per mig del Facebook del grup, amb l'ajuda de la cambrera d'un restaurant tailandés del seu barri com a traductora, que parlà amb el mateix Khun Narin per telèfon, i d'un estatunidenc expert en música tailandesa, Peter Doolan, que ja coneixia el grup.
Un mes després, Doolan i Marcy viatjaren fins a Lom Sak per a gravar el grup en el seu entorn habitual, a l'aire lliure, però com arribà enmig de la temporada del monsó hagueren d'esperar fins que deixà de ploure: llavors, situà els músics en el camí de ca Narin als camps d'arròs, se situà davant del seus altaveus amb el seu equip de gravació (un MacBook amb Logic Pro, un previ Apogee Duet i dos micros) i els Khun Narin començaren a improvisar durant una hora i mitja, ambientats amb encens i una botella de whisky; Marcy, que pensava tornar amb prou de material com per omplir un disc de 45', n'obtingué per a un disc sencer, editat el 26 d'agost de l'any següent amb el títol d'Electric Phin Band.
Al començament del 2015, Marcy tornà a viatjar a Lom Sak per a tornar-los a gravar: el segon disc, intitulat simplement II, conté peces populars de música tai i compta amb la participació de dos nous tocadors de phin, Aob i Bas.
A més de les sessions de gravació del disc, Marcy intentà que versionaren una cançó que no havien escoltat mai —com quasi tota la música occidental amb la qual els havien comparat, com els Grateful Dead— al seu estil, "Planet Caravan" de Black Sabbath, però el resultat no va ser l'esperat per la diferència cultural i d'aproximació a la música; en desembre del mateix any, el grup actuà en el festival Transmusicales de Rennes: en una entrevista, en preguntar-los si acceptaven l'etiqueta de psiquedèlia per a la seua música, com eixe concepte no existix en thai Rin entengué que els preguntaven si els músics es drogaven abans de tocar, a la qual cosa respongué que ells mai prenen drogues.

## Discografia
| 1. | «Lam Phu Thai»         |  | 11:41 |
| 2. | «Lai Sing»             |  | 4:38  |
| 3. | «Sut Sanaen #2»        |  | 4:35  |
| 4. | «Show Wong Khun Narin» |  | 19:28 |

| 1. | «Phua Kao»               |  | 2:48 |
| 2. | «Phom Rak Mueang Thai»   |  | 3:22 |
| 3. | «Baisi Sukhwan»          |  | 4:29 |
| 4. | «Sao Kalasin Lam Phloen» |  | 4:02 |
| 5. | «Chackim»                |  | 2:23 |
| 6. | «Long Wat»               |  | 2:38 |
| 7. | «Thang Jai Thang Jao»    |  | 7:21 |
| 8. | «Sao Ubon Ro Rak»        |  | 2:05 |